# ورد مرجي
ورد مرجي (الاسم العلمي:Rosa agrestis) هو نوع من النباتات يتبع جنس الورد من الفصيلة الوردية.